# Ефект червоного краю
Ефект червоного краю, або червоний край, належить до області швидкої зміни коефіцієнта відбиття вегетації в ближньому інфрачервоному діапазоні електромагнітного спектру. Хлорофіл, що міститься в рослинності, поглинає більшу частину світла у видимій частині спектру, але стає майже прозорим на довжинах хвиль, що перевищують 700 нм. Таким чином, клітинна структура рослинності бере важливу участь у відбиванні світла, бо кожна клітина діє як елементарний кутниковий відбивач. Це приводить до швидких змін, які можуть бути від 5% до 50%-вої відбивної здатності між 680 нм до 730 нм. 
Це явище лежить у причині яскравості листя в інфрачервоній фотографії та широко використовується у вигляді так званих індексів рослинності (наприклад, Вегетаційний індекс нормалізованої різниці). Він використовується в галузі дистанційного зондування для моніторингу активності рослин, і було запропоновано, що це може бути корисно для виявлення світлозбиральних організмів на далеких планетах